# Албрехт I фон Хоенлое-Вайкерсхайм
Вижте пояснителната страница за други личности с името Албрехт I.
Албрехт I фон Хоенлое-Вайкерсхайм (на немски: Albrecht I von Hohenlohe-Weikersheim; * 1371; † 16 юни 1429, Йоринген) е граф на Хоенлое-Вайкерсхайм (1371 – 1429).

## Живот
Той е петият син на граф Крафт III фон Хоенлое-Вайкерсхайм († 1371) и съпругата му Анна фон Лойхтенберг († 1390), дъщеря на ландграф Улрих I фон Лойхтенберг († 1334) и Анна фон Нюрнберг († 1340). Брат е на Крафт IV († 1399), Готфрид III († 1413), Улрих († 1407), Йохан († 1381), Фридрих († 1397), Георг († 1423), който е епископ на Пасау (1390 – 1423).
Албрехт I се жени преди 11 февруари 1413 г. за Елизабет фон Ханау (* ок. 1395; † 25 май 1475), дъщеря на Улрих V фон Ханау (ок. 1370 – 1416) и съпругата му графиня Елизабет фон Цигенхайн (ок. 1375 – 1431). Тя е наследничка на Графство Цигенхайн. Така родът Хоенлое има претенции за наследството след смъртта на граф Йохан II фон Цигенхайн († 1450) без мъжки наследници.

## Деца
Албрехт I и Елизабет фон Ханау имат седем деца:
- Георг (1417 – 1470), каноник в Трир 1431
- Аделхайд, монахиня в Нойманастир 1426
- Албрехт II († 1490), граф на Хоенлое и Цигенхайн
- Агнета, монахиня в манастир Кларентал 1426
- Анна († 8 септември 1440), монахиня в манастир Кларентал 1426
- Крафт V (ок. 1429 – 1472), граф на Хоенлое-Вайкерсхайм, 1450 имперски граф, женен 1431 за графиня Маргарета фон Йотинген (1430 – 1472)
- Елизабет († 1488), омъжена I. ок. 1441 за Лудвиг V фон Лихтенберг (1417 – 1474), II. пр. 31 август 1476 за граф Хуго XIII (XI) фон Монфор-Ротенфелс-Арген-Васербург (ок. 1450 – 1491)